# Carl Georg Allhusen
Carl Georg Allhusen (geboren am 1. Juli 1798 in Kiel, Königreich Dänemark; gestorben am 11. Januar 1866 in Kiel-Gaarden) war ein deutscher Kaufmann und Frühsozialist. Sein Pseudonym war Dr. Wendel-Hippler.

## Herkunft, Ausbildung und Unternehmertätigkeit
Carl Georg Allhusen stammte aus seiner Kaufmannsfamilie. Er war der älteste Sohn des Kaufmanns Carl Christian Friederich Allhusen (* 11. August 1770 in Wismar; 1. Oktober 1840 in Kiel) und dessen Ehefrau Anna Margaretha geb. Schröder. Sein Vater hatte 1797 den Kieler Bürgereid abgelegt. Allhusen verbrachte die Kindheit in Kiel und erhielt von 1814 bis 1819 eine kaufmännische Ausbildung in Rostock. 1819 zog er nach Newcastle upon Tyne, wo er als kaufmännischer Angestellter tätig war. Ab 1826 arbeitete er selbstständig. 1827 heiratete er Margaret, geborene Elliot, mit der er zwei Töchter und vier Söhne hatte.
1828 nahm Allhusen seine Brüder Christian und Fritz in sein Unternehmen auf. 1830 vergab er Teilhaberrechte an Christian, die dieser bei Konflikten verlieren sollte. Allhausen erkrankte im Jahr darauf für längere Zeit schwer; sein Bruder Christian vernichtete währenddessen den Vertrag und löste dadurch nach der Genesung seines Bruders einen heftigen Streit aus.
Allhusen hatte ein Zweitunternehmen in Newcastle, das keine Gewinne erwirtschaftete. Daher gründete er 1832 mit seinem Bruder Fritz, der 1835 nach London zog, ein Handelshaus in Liverpool. Allhusen emigrierte in die USA, wo er ein Unternehmen in New Orleans eröffnete und amerikanischer Staatsbürger wurde. Aufgrund der erfolgreichen Geschäfte konnte er während dieser Zeit mit seiner Frau lange Privatreisen unternehmen. 1839 zog er aufgrund der Weltwirtschaftskrise wieder nach Europa. Seine Frau wohnte mit drei Kindern in Le Havre, er selbst wurde in London als Korrespondent tätig und versuchte, in den Auseinandersetzungen mit seinem Bruder Christian eine gütliche Einigung zu erzielen. Dieser sprach ihm jedoch die Anteile als Gründer und Eigentümer des Stammunternehmens ab, worauf Allhusen mit Flugblättern reagierte, in denen er den Vertrauensbruch beklagte. Aufgebracht und besorgt um die Familie bedrohte er seinen Bruder und geriet aufgrund dessen in Haft. Sein Bruder sagte daraufhin zu, den Streit beizulegen, verbunden mit der Auflage, dass Allhusen mit der Familie aus England ausreise.
Allhusens Ehefrau sicherte die Existenz ihrer Familie während der Haftzeit ihres Mannes mit einem Putzgeschäft in Hamburg. 1840 verlegte Allhusen seinen Wohnsitz in die Hansestadt und reiste von dort in den Folgejahren nach Ungarn und Frankreich. Von 1847 bis 1849 arbeitete er in Bordeaux als Korrespondent in einem Handelshaus, bei dem es sich wahrscheinlich um ein Weingeschäft handelte. 1848 verstarb sein Bruder Fritz kinderlos, wodurch Allhusen eine Erbschaft erhielt, die es ihm ermöglichte, die Stelle in Frankreich zu kündigen.

## Engagement als Sozialist
Allhusen las während dieser Zeit den Roman Voyage en Icarie von Étienne Cabet und lernte den Autor bei einem Besuch persönlich kennen. Aufgrund seiner Begeisterung für den Autor, dessen Prinzipien und demokratischen Absichten gab er unvermittelt die bis dahin bürgerliche Existenz auf. Briefe und Aufzeichnungen zeigen, dass ihn die durch die industrielle Revolution ausgelöste soziale Spaltung bereits seit längerer Zeit bewegten. Während seines Aufenthalts in Newcastle hatte er einen Vortrag von Robert Owen besucht und in den USA unterschiedliche Eindrücke gewonnen. So empfand er die dortigen politischen Freiheiten als sehr erstrebenswert, bemerkte aber auch, dass dieses System die vom Kapitalismus ausgelösten Konflikte ebenso wie die liberalen Staaten Europas nicht lösen konnte. Die sozialrevolutionären französischen Literaten bestätigten aus seiner Sicht die eigenen Ansichten und gingen die großen Probleme forscher an als der Großteil der Aufklärer des 18. Jahrhunderts.
Die sozialistische Auffassung des Menschenrechts, dass ein Anspruch der Allgemeinheit auf Leben, Freiheit, Bildung und Wohlstand wichtiger sei als das privates Eigentum, überzeugte Allhusen. Er dachte wie die Kommunisten, dass Boden, Bergwerke, Gewässer und sämtliche Quellen von Reichtümern vergemeinschaftet werden sollten, damit alle Menschen von den Erträgen profitierten. Die sozialen Probleme hatten aus seiner Sicht unvermeidlich sozialistische und kommunistische Strömungen hervorgerufen, die notwendig waren, um die Missstände zu korrigieren. Er erachtete ihre Konzepte als „Wissenschaft der Gesellschaft“, die die Gesellschaft befreien sollten und hielt beide Bewegungen für wichtig, da sie, selbst wenn sie ihre Ziele nicht vollständig erreichten, den Menschen zu mehr Frieden, Wohlstand und Lebensglück verhelfen würden. Für die deutschen Staaten hielt er Cabets Ansatz einer gewaltfreien Demokratie für am besten geeignet.
1849 zog Allhusen erneut nach Kiel. In den Folgejahren investierte er Zeit und Geld in soziale Projekte. Im März 1850 eröffnete er einen Buchhandel, mit dem er eigene Werke vertreiben wollte. Seine Frau, die sein Anliegen erst Jahre später, nachdem sie Owen gelesen hatte, nachvollziehen konnte, unterstützte ihn bei seinen Vorhaben. Allhusen bemühte sich um Aufklärung und Ertüchtigung der Arbeiter. Er hielt Vorträge im Kieler Gewerbeverein und dem Hamburger Arbeiterbildungsverein, die er in der Lokalpresse bewarb. In den Vereinen besorgte er sich die Anschriften des Netzwerks von Vereinen, die der Arbeiterverbrüderung angehörten und dieser nahestanden. Er las alle neu erscheinenden Texte radikaldemokratischer, sozialkritischer und kommunistischer Natur. Französische und angloamerikanische Werke übersetzte, bearbeitete und kommentierte er und gab diese im Selbstverlag heraus.
1850 druckte Allhusen insgesamt 13.500 an Arbeiter gerichtete Flugschriften, Plakate und Aufrufe und verteilte diese an Arbeitervereine vor Ort und Gesellenherbergen in den deutschen Bundesstaaten. Für Druck und Versand kam er selbst auf oder bot sie zu kleinen Preisen über Buchhändler an. Deutsche Literatur hielt er im Vergleich zu französischen und angloamerikanischen Werken als wenig engagiert und farblos. Daher brachte er deutschen Lesern Texte von Paul Henri Thiry d’Holbach, Thomas Paine und Cabet näher. Seine Übersetzung der französischen Verfassung von 1878 sollte eine Vorlage für eine deutsche soziale Republik sein.
Allhusen erstellte einen Maueranschlag, mit dem er die ikarischen Theorien Cabets empfahl und sich für dessen kommunitäre Kolonie in den USA einsetzte. Er bat die dänische Regierung um eine Kommission zur Reform des Eigentumsrechts und riet dem König, Cabets Kolonie in den USA zu inspizieren und in Dänemark nach diesem Vorbild eine Versuchssiedlung einzurichten. Allhusen lehnte den Nationalismus entschieden ab, genauso Rüstungsausgaben und Kriege. Stattdessen sprach er sich für einen europäischen Staatenbund aus, der die Völkerfreundschaft unterstützen sollte. Er wünschte sich wie Cabet und Owen, dass die Macht der öffentlichen Meinung dazu führen würde, dass sich die Volkssache durchsetzen werde. Im Gegensatz zu Owen dachte er nicht, dass sich die Regierung der Probleme annehmen solle. Stattdessen sah er die Arbeiter in der Pflicht, zu verstehen, dass sie eine Reform zu erzwingen oder eine Revolution herbeizuführen. Nach dem Juniaufstand kritisierte er in persönlichen Aufzeichnungen, Anmerkungen und Briefen Cabet, der weiterhin auf gewaltlosem Protest bestand.
Die liberalen Behörden aus Kiel ließen Allhusen zunächst gewähren. Die Regierenden in Preußen, Sachsen, Österreich und Bayern versuchten, seine Publikationen zu unterdrücken, bezeichneten ihn als „Aufwiegler“ und drängten die dänische Regierung massiv, sein Wirken zu beenden. Die Dänen hielten sich zunächst zurück, bis die Kieler Polizei Allhusen im Dezember 1850 vernahm und beobachtete. Ende 1852 wurde er mit einem Publikationsverbot belegt, sein Haus durchsucht und seine Schriften konfisziert. Ein Gerichtsverfahren im Herbst 1853 endete ohne Strafe, führte jedoch zu einer Aufsicht seitens der Polizei und einer Kontrolle seiner Post.
Allhusen widersetzte sich den Verboten und pflegte geheime Kontakte zu Politikern und Personen des Geisteslebens, Verlegern, Buchhändlern und Arbeitern. Im Juli 1854 wurde er aus Kiel ausgewiesen; Hamburg und Hannover lehnten seinen Aufenthalt ab. Im August 1854 reiste er daher nach London. Seine Frau reichte Eingaben ein und der Konsul der USA intervenierte, sodass Allhusen im Spätherbst 1854 befristet zurückkehren durfte. Er hatte Mittelsmänner, die seine Drucksachen transportierten, tauschte sich mit Cabet aus, kontaktierte sein Büro in Paris und kommunizierte ab dem August 1855 mit Owen. Im Mai/Juni 1856 kam er in London mit Owens Sekretär James Rigly zusammen. In England förderte er die dortige Bewegung durch Reden und Flugblätter.
Anfang 1859 hielt sich Allhusen in Hamburg auf und versuchte, ein Flugblatt in den Druck zu geben und geriet dabei in Haft. Seine Frau und der amerikanische Konsul setzten sich erneut für ihn ein, sodass er aus dem Gefängnis freikam, verbunden mit den Vorgaben, sich nur in Gaarden aufhalten zu dürfen, entmündigen zu lassen und einem Kuratel zu unterstellen. Allhusen erblindete zunehmend, veröffentlichte 1862 aber trotzdem politische Appelle, die in Anzeigenrubriken deutscher Zeitungen erschienen.

## Werke
- Ueber Metall- und Papiergeld und die Täuschungen des Banknoten-Systems. Nach dem Englischen von C. G. Allhusen. Kiel 1850. In Commission für Deutschland: Costenoble und Remmelmann, Leipzig. Digitalisat
- Volkskalender. Neue Zeitrechnung. Jahr I (Vom 21. März 1850 bis 20. März 1851 der alten Zeit). Allhusen's Verlag, Kiel 1850. Druck der Schulbuchdruckerei.
- (Étienne Cabet): Die neue Sittenverbesserung durch die ikarische Gemeinschaft. In 12 Briefen. Deutsch von C. G. Allhusen. Kiel 1850. In Commission bei Heinrich Matthes, Leipzig 1850.[17]
- Das Weib, ihr unglückliches Schicksal in der gegenwärtigen Gesellschaft, ihr Glück in der „deutsch-ikarischen Gemerinschaft“, von Cabet. Aus dem Französischen von Dr. Hermann Ewerbeck. Hrsg. von Allhusen in Kiel. Selbst-Verlag, Kiel 1850. Druck der Schulbuchdruckerei.
- Allgemeine politische Volksbelehrung für Jedermann. Hrsg. von C. G. Allhusen.  Kiel 1851. In Commission bei Heinrich Matthes, Leipzig 1851.[18]
- Paine's Zeitalter der Vernunft. Eine Untersuchung wahrer und fabelhafter Theologie; und Cabet's Glaubensbekenntniß. Deutsch von C. G. Allhusen. Kiel 1851. In Commission bei Heinrich Matthes, Leipzig 1851.
- Paine's Abhandlung über die ersten Grundsätze der Regierung, und die Rechte des Menschen, nebst Verfassung der französischen Republik vom 4. November 1848. Deutsch von C. G. Allhusen. In Commission bei Heinrich Matthes Leipzig 1851. MDZ Reader
- Baron d’Holbach Mirabaud: Umriss des Systems der Natur, oder die Gesetze der sittlichen und natürlichen Welt.Aus dem Französischen von C. G. Allhusen. Kiel 1851. In Commission bei Heinrich Matthes, Leipzig 1851.
- Bordeaux und die Weine der Gironde. Aus dem Französischen. Hrsg. von C. G. Allhusen. Heinrich Matthes, Leipzig 1851.
- Revolutionsbilder aus den Jahren 1789 bis 1794. Nebst Ursachen von Revolutionen und Art und Weise dem Uebel derselben vorzubeugen. Aus dem Französischen von C. G. Allhusen. C. G. Allhusens Verlag, Kiel 1852. Druck von S. W. Hirt in Ploen.
- Entwurf einer Verfassung zur deutschen Republic nebst politischen Träumereien von Louis Napoleon. Druck bei Samuel Wilhelm Hirt in Ploen.
- Gehirnlehre nach Dr. Gall. Hrsg. von C. G. Allhusen in Kiel. Kiel 1852. Gedruckt bei Hirt in Plön.
- Das Newcastler Kohlen- & Commissionsgeschäft, seine Mißbräuche; sowie meine Verdrängung, Beraubung, Einkerkerung, Verbannung und Vormundschaft abseitens einer egoistischen und rücksichtslosen Clique. Hall 1854.